# 花蹤世界華文文學獎
花蹤世界華文文學獎，是2001年12月由馬來西亞《星洲日報》所創立，以世界華文作家為對象的獎項。《星洲日報》另有「花蹤文學獎」，頒授對象為馬來西亞本地華人作者。

## 沿革
2001年12月，由馬來西亞《星洲日報》首次舉辦花蹤世界華文文學獎，獎金為10000美元。此獎項仿傚諾貝爾文學獎的做法，以世界華文作家為對象，每兩年評選一次。全球近年來仍持續創作的中文作家，包括非華人，都有被推薦的資格。

## 評審委員
參照諾貝爾獎的評審方式，評審委員為終身制。而委員會由全球18位作家或學者組成，負責進行兩年一度的評審工作。

## 歷屆獲獎人
| 屆 | 年     | 得主   | 國家／地區 |
| -- | ------ | ------ | ---------- |
| 1  | 2001年 | 王安憶 | 中国大陆   |
| 2  | 2003年 | 陳映真 | 臺灣       |
| 3  | 2005年 | 西西   | 香港       |
| 4  | 2007年 | 楊牧   | 臺灣       |
| 5  | 2009年 | 聶華苓 | 美国       |
| 6  | 2011年 | 王文興 | 臺灣       |
| 7  | 2013年 | 閻連科 | 中国       |
| 8  | 2015年 | 余光中 | 臺灣       |
| 9  | 2017年 | 白先勇 | 臺灣       |
| 10 | 2019年 | 董橋   | 香港       |
| 11 | 2022年 | 殘雪   | 中国大陆   |
| 12 | 2024年 | 黃春明 | 臺灣       |

## 外部連結
- 官方網站 （页面存档备份，存于）